# Asilus caeruleiventris
Asilus caeruleiventris là một loài ruồi trong họ Asilidae. Asilus caeruleiventris được Macquart miêu tả năm 1846. Loài này phân bố ở vùng Tân nhiệt đới.